# Proyecto Daedalus

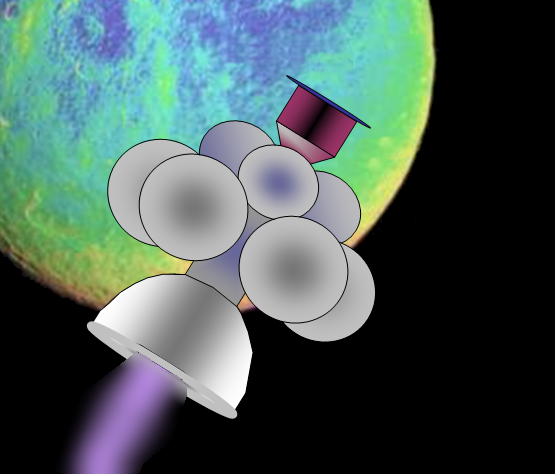
Ilustración del proyecto Daedauls.

El proyecto Daedalus fue un estudio conducido entre 1973 y 1978 por la Sociedad Interplanetaria Británica para realizar un diseño plausible de nave espacial no tripulada para realizar viajes interestelares. Una docena de científicos e ingenieros conducidos por Alan Bond trabajaron en el proyecto y propusieron como motor principal un cohete de fusión.
Los criterios de diseño habían especificado que la nave espacial tenía que usar tecnología actual o muy próxima a esta, y que debía de alcanzar su objetivo dentro del tiempo de vida humana (se asignó una duración del viaje de 50 años). Sin embargo, como se ha comentado, no iba a ser tripulado, sino que la intención principal era usarlo como sonda científica.
El objetivo escogido fue la estrella de Barnard, a una distancia de 5,9 años luz, que cuando el proyecto fue diseñado se pensaba que albergaba al menos un planeta extrasolar. Sin embargo, en el diseño se había requerido que fuera lo suficientemente flexible como para que la nave pudiera ser enviada a cualquiera de las otras estrellas seleccionadas.